# Karel Paul van der Mandele
Karel Paul van der Mandele (Delft, 1 november 1880 - Rotterdam, 23 januari 1975) was een Nederlands bankier, voorzitter van de Rotterdamse Kamer van Koophandelen in 1913 een van de leden van het oprichtingsbestuur van de Nederlandsche Handels-Hoogeschool (NHH), die later als Nederlandse Economische Hogeschool [NEH] opging in de Erasmus Universiteit Rotterdam. Na de Tweede Wereldoorlog was hij een belangrijk initiator van de wederopbouw van Rotterdam, met name door het aanjagen van nieuwe woonwijken (zoals Vreewijk) en goede infrastructuur, zoals de Beneluxtunnel en de Van Brienenoordbrug. De gewone Rotterdammer kende hem alleen uit de krant, als K.P. van der Mandele, bij initialen.

## Levensloop
Van der Mandele was een zoon van Pauline Engelbrecht en de bankier Willem Karel Samuel van der Mandele. Hij studeerde economie in Lausanne en rechten in Leiden.
Van der Mandele begon zijn carrière als advocaat in Den Haag. Vervolgens trad hij in dienst bij de Rotterdamsche Bank, later Rotterdamsche Bankvereniging (Robaver). Hij was daar eerst directiesecretaris, werd in 1909 algemeen procuratiehouder en trad in 1910 toe tot de directie. Van 1935 tot 1940 was hij voorzitter van de directie. Na zijn aftreden als directievoorzitter van Robaver werd hij voorzitter van de Rotterdamse Kamer van Koophandel, een functie die hij tot zijn tachtigste verjaardag in 1960 bekleedde. Daarnaast was hij, zelfs tot zijn 90e verjaardag, (president-)commissaris van een groot aantal Nederlandse bedrijven.

### Maatschappelijke betrokkenheid
Al vroeg in zijn loopbaan raakte Van der Mandele maatschappelijk actief betrokken. Hij was, samen met andere vooraanstaande Rotterdamse zakenlieden, de drijvende kracht achter de ontwikkeling van Rotterdam. Mr.dr. K.P. van der Mandele vervulde sinds 1918 vele bestuursfuncties bij de Nederlandsche Handelshoogeschool (NHH) en de Nederlandse Economische Hogeschool (NEH), rechtsvoorgangers van de Erasmus Universiteit Rotterdam. Hij was voorzitter van de raad van beheer van 1918-1923 en 1927-1938 van de NHH en president-curator van 1945-1964 van de NEH.
Van der Mandele was geen nazi, maar een opportunist. Toen de Duitsers de macht overnamen, streefde hij ernaar het Rotterdamse bedrijfsleven in te passen in de Duitse oorlogseconomie. De Nederlandsche Handels-Hoogeschool te Rotterdam, waarvan hij een van de oprichters was, zou het kader voor deze nieuwe orde moeten leveren. Als particuliere instelling was de hogeschool niet verplicht om Joodse medewerkers te ontslaan. Toch namen Van der Mandele en zijn medestanders het voortouw door hoogleraar Polak te verwijderen, terwijl protesten hierover werden onderdrukt. Naarmate de oorlog vorderde en de machtsverhoudingen begonnen te kantelen, deed Van der Mandele een financiële bijdrage aan het verzet, waardoor hij zich na de oorlog een reputatie als verzetsman kon toe-eigenen. Na de bevrijding kreeg de bankier een plaats in de commissie die moest toezien op de zuivering van het bedrijfsleven van ondernemers die intensief met de nazi’s hadden samengewerkt – ondernemers zoals hijzelf.
Van der Mandele was in 1947 een van de oprichters van het Afrika Studiecentrum. Hij zorgde in Rotterdam voor goede woonwijken zoals de tuindorpen Vreewijk en 's-Gravenhof. Hij behartigde de kapitalen en was voorzitter van de door de Rotterdamse cargadoor W.S. Burger bij testament opgerichte stichting Volkskracht, waaruit talloze sociale en culturele belangen in Rotterdam zijn gesteund. In 1936 richtte hij zijn eigen van der Mandele stichting op die vergelijkbare doelen in de provincie Zuid Holland steunt.

### Bijdrage aan wederopbouw van Rotterdam
Van der Mandele speelde een prominente rol in de wederopbouw van Rotterdam. De dag na het bombardement op 14 mei 1940 kwam hij bijeen met burgemeester Oud en een aantal vooraanstaande functionarissen van de Gemeente en van de Kamer van Koophandel. Om het commerciële herstel van de stad aan te vatten werd diezelfde dag de Stichting Rotterdam 1940 opgericht. Op 18 mei lag er al een opdracht om een plan van wederopbouw te ontwerpen. Hij was bereid daarvoor samen te werken met de Duitsers en als nieuwe voorzitter van de Kamer van Koophandel kreeg hij in november 1940 opdracht om de Rotterdamse economie in te passen in die van het Duitse Rijk. Als bestuurder van de Economische Hogeschool ging hij het onderwijs omvormen van oriëntatie op het liberalisme naar oriëntatie op de geleide economie.
Na de bevrijding wist hij snel een plaats te bemachtigen in de Centrale Zuiveringsraad voor het Bedrijfsleven en ontkwam zo zelf aan onderzoek en beoordeling. Pas lang na zijn dood werden documenten gevonden over zijn rol onder de bezetting..
Eerst met burgemeester Oud, vervolgens met burgemeester Van Walsum, vormde Van der Mandele het duo dat leiding gaf aan de naoorlogse wederopbouw. Uit het bijna dagelijkse overleg kwam uiteindelijk het Comité Rotterdam 1950 voort, een "stadsforum" van directies van gemeentelijke diensten en kopstukken uit de haven en het bedrijfsleven. Dit forum van overleg en samenwerking tussen overheid en bedrijfsleven functioneerde ruim 20 jaar. Van der Mandele was in zijn element als aanjager van de realisering van plannen. Ook bij de verwezenlijking van de Van Brienenoordbrug en de Beneluxtunnel speelde hij een belangrijke rol.

### Onderscheidingen en eerbewijzen

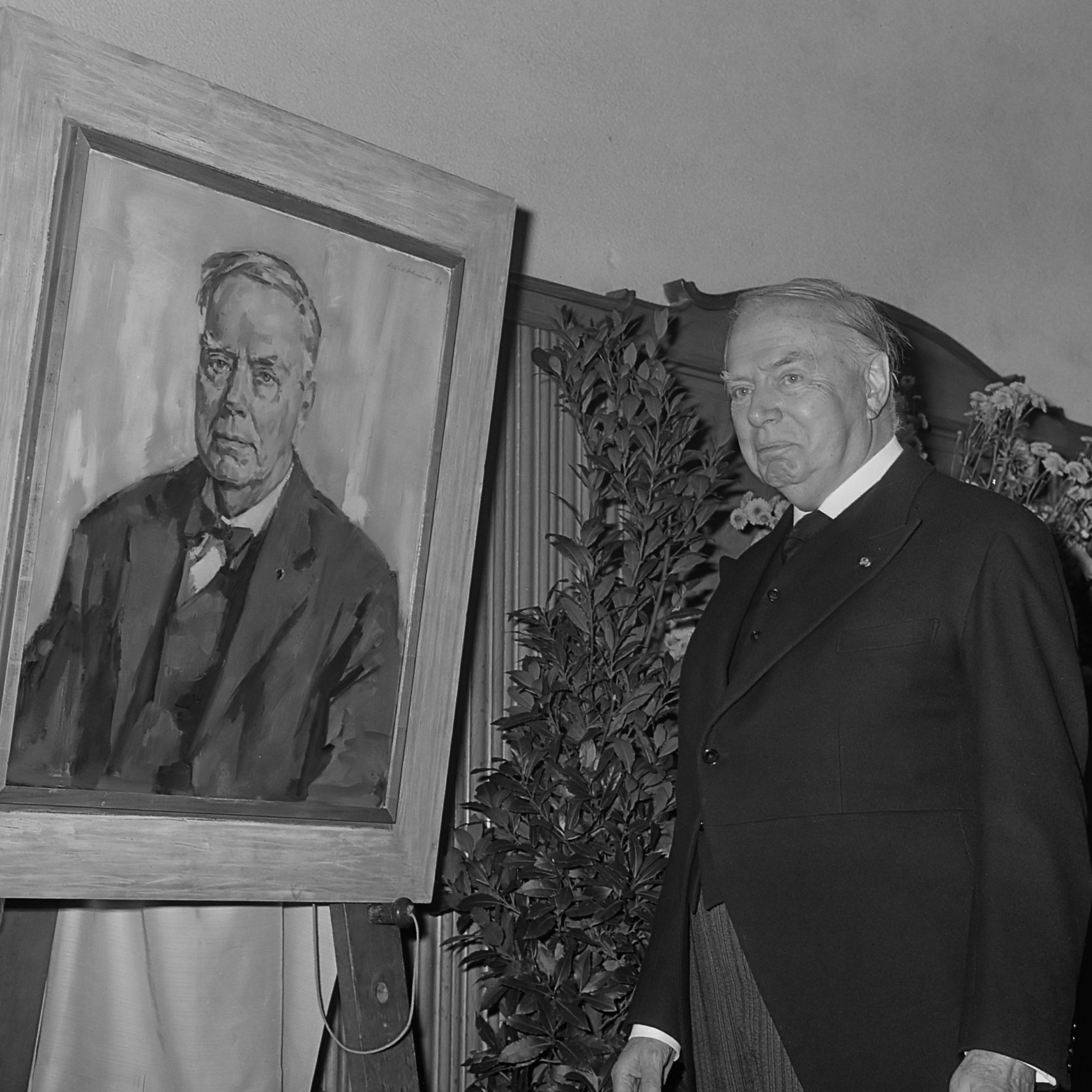
Karel Paul van der Mandele (1964)

In 1955 kreeg Van der Mandele de Zilveren Anjer, een onderscheiding die jaarlijks uitgereikt wordt aan "personen van onbesproken vaderlands gedrag, die in enigerlei vorm van onverplichte arbeid uitstekende verdiensten hebben verworven voor de Nederlandse cultuur of voor die van de Nederlandse Antillen". Van der Mandele kreeg de onderscheiding vanwege zijn betrokkenheid bij de "opbouw [van] tuindorpen in Rotterdam-Zuid en Kralingen, Rotterdams Philharmonisch Orkest, Museum Boijmans, Diergaarde Blijdorp en het cultureel herstel van Rotterdam na de Tweede Wereldoorlog". 
Van der Mandele was verder kamerheer in bijzondere dienst van Koningin Juliana. Hij ontving (op 17 december 1958) een eredoctoraat van de Nederlandse Economische Hogeschool, thans Erasmus Universiteit Rotterdam en (op 8 februari 1961) de Zilveren Erepenning van de Rijksuniversiteit Leiden. Op het Rotterdamse bedrijventerrein Brainpark I is een straat naar Van der Mandele vernoemd.

## Biografie
- A.J. Teychiné Stakenburg: Beeld en beeldenaar. Rotterdam en Mr. K.P. van der Mandele. Rotterdam, Ad Donker, 1979. ISBN 9061001633